# Heliconius gordius
Heliconius gordius är en fjärilsart som beskrevs av Gustav Weymer 1893. Heliconius gordius ingår i släktet Heliconius och familjen praktfjärilar. Inga underarter finns listade i Catalogue of Life.